# Hylaeus quartinae
Hylaeus quartinae är en biart som först beskrevs av Giovanni Gribodo 1894.
Hylaeus quartinae ingår i släktet citronbin, och familjen korttungebin. Inga underarter finns listade i Catalogue of Life.